# Wall Street-i robbantás
A Wall Street-i robbantás New York pénzügyi negyedében 1920. szeptember 16-án 12 óra 1 perckor végrehajtott terrortámadás volt, amelyben 38 személy életét vesztette és mintegy 300 megsérült – köztük 143 súlyosan.
A merénylők kilétét nem sikerült minden kétséget kizáróan megállapítani. Mind a rendőrség nyomozói, mind későbbi történészek szerint valószínű, hogy Luigi Galleani anarchokummunista követői voltak a felelősök. A csoport 1914 óta követett el robbantásos merényleteket az Egyesült Államokban, az előző évben csomagbombákkal kíséreltek meg két, sérülésekkel és halálos áldozatokkal is járó, de a kitűzött céljuktól jóval elmaradó akciót.
Elkövetése után hét évig a Wall Street-i robbantás volt a legtöbb halálos áldozattal járó terrortámadás az Egyesült Államokban.

## A támadás
A merénylet napján délben egy piros színű lovaskocsi állt meg a Wall Street 23. szám előtt, a J.P. Morgan bank épületével szemközt, az üzleti negyed legforgalmasabb kereszteződésében. A benne rejlő 45 kilogrammnyi dinamit egy időzítő utasítására felrobbanva 230 kilogrammnyi, a tolóablakok nehezékeként használt öntöttvas darabokból álló srapnelt vetett szét.  A kocsi és a ló szinte megsemmisült – fejét nem messze, patáit azonban több háztömb távolságban találták meg –, de a hajtó még a robbanás előtt elhagyta a járművet.
Egy szemtanú így írta le a robbanást és az utána kialakult káoszt:
Derült égből villámcsapásként sújtott le – váratlan, halálos mennykőként, ami egy szempillantás alatt zűrzavarba taszította Amerika pénzügyi központjának legforgalmasabb utcasarkát. Sebesültek százai, sokkot kapott, elfehérült arcú férfiak és nők rohantak fedezék után kutatva, egy ismeretlen veszély elől… Ahogy később végignéztem a Wall Streeten, láttam, hogy a kincstár és a J.P. Morgan & Co. bank környékén egy gomba alakú, sárgászöld füstfelhő emelkedik több mint 100 láb magasságba, a füstöt lángnyelvek nyaldosták.
A 38 áldozat – főként fiatal futárok, gyorsírók, hivatalnokok és brókerek – többsége a robbanás pillanatában életét vesztette. A sebesültek közül sokan súlyos sérüléseket szenvedtek. Az anyagi kár több mint 2 millió dollár volt (mai értéken körülbelül 23 millió dollár), a J.P. Morgan bank belső tereinek egy része elpusztult.

## A nyomozás
Az épületekben nem keletkeztek súlyosabb károk, úgy tűnt, a robbanásnak nem volt konkrét célpontja, ezért az Igazságügyi Minisztérium Nyomozóhivatala (Bureau of Investigation, BOI) nem minősítette azonnal terrortámadásnak a történteket. A rendőrség és a tűzoltóság először azokat a robbanószereket árusító vagy tároló cégeket kereste meg, amelyeknek engedélyük volt dinamit szállítására. Különösen három építési terület keltette fel a hatóságok figyelmét. Az egyik a Wall Streettel körülbelül 45 fokos szöget bezáró, attól délre fekvő Beaver Streeten volt, közelebbről az utca azon szakaszán, amely három blokk távolságra van a Wall Streettől. A második nagyjából ugyanilyen távolságban volt, a Broad Street 95. szám alatt. A harmadik pedig, a tőzsde épülő Elszámolóházának (Clearing House) a telke, mindössze 60 méterre volt a robbanás helyszínétől, a Wall Street és a Broad Street délnyugati sarkán. Az építéseken tárolt dinamitból azonban nem hiányzott semmi, és a többi manhattani cég is el tudott számolni a tulajdonában lévő robbanószerekkel.
A New York-i tőzsde délután fél négykor találkozó igazgatótanácsa úgy határozott, hogy másnap reggel kinyitnak, ezért az éjszaka folyamán megtisztították az utcákat a közlekedést akadályozó törmeléktől – ezzel valószínűleg a rendőrség által még össze nem gyűjtött bizonyítékokat is tönkretettek.
A terrortámadás lehetőségéről először nyilatkozó hivatalnok a New York-i helyettes államügyész volt, aki megjegyezte, hogy az időzítés, a helyszín és a végrehajtás módja mind arra enged következtetni, hogy maga a Wall Street és azon belül a J.P. Morgan bank volt a célpont, ami arra vall, hogy egy szélsőséges antikapitalista csoport állhat a háttérben - bolsevikok, forradalmi anarchisták, kommunisták vagy militáns szocialisták.

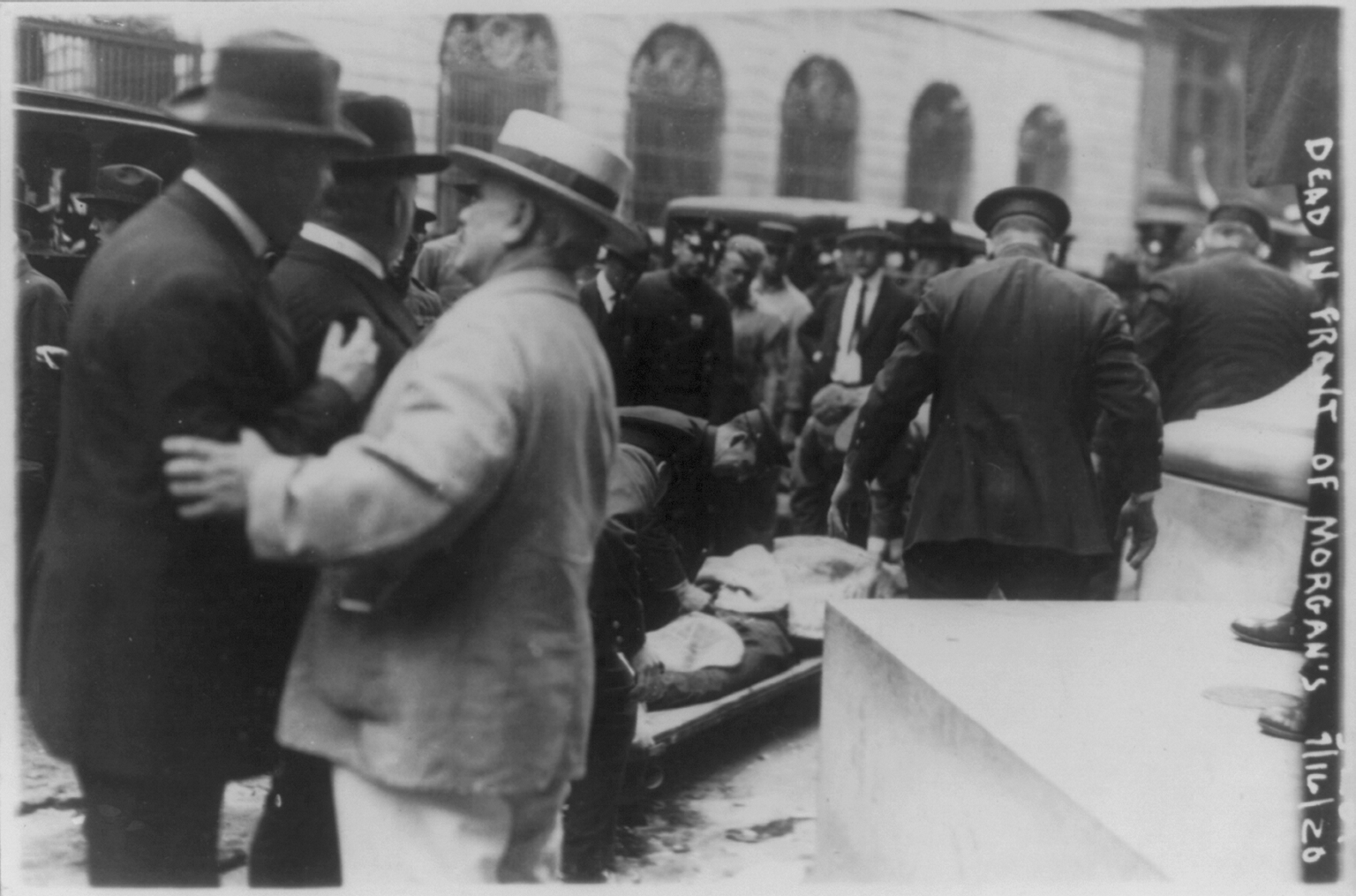
A robbantás egyik áldozata. A kép jobb szélén látható írás: „Halott a Morgan előtt 9/16/20”

Szeptember 17-én a BOI közzétette a Wall Street környéki postaládákban egy postás által közvetlenül a robbantás előtt felfedezett röplapokat. Fehér papíron piros tintával írt szövegük így szólt: „Ne feledjétek, nem tűrünk tovább. Engedjétek szabadon a politikai foglyokat, vagy biztos halál vár mindannyiatokra. Amerikai Anarchista Harcosok”.
A BOI ezzel végleg elvetette a baleset lehetőségét. William J. Flynn igazgató úgy vélte, a röplapok az 1919 júniusában elkövetett robbantások helyszínein találtakhoz hasonlítanak. A nyomozás olyan erőszakos csoportok felé fordult, amelyek az amerikai pénzügyi és kormányzati intézmények ellen már hajtottak végre bombatámadásokat.
A tettesek utáni kutatást azonban rögtön az elején megakasztotta, hogy a kocsi hajtója nem volt az áldozatok között, és a szemtanúk, akik emlékeztek rá, semmi biztosat nem tudtak róla mondani. A lovat újonnan patkolták, de a munkát elvégző kovácsot csak októberben találták meg, és mint kiderült, semmi hasznos információt nem tudott nyújtani. A rendőrség rekonstruálta a robbanószerkezetet, de az nem tartalmazott olyan alkatrészt, amely ne lett volna bárki számára elérhető.
A BOI és a New York-i rendőrség nyomozása több mint három évig sikertelen volt. Néhány személyt letartóztattak, de egyikük ellen sem tudtak vádat emelni. Kezdetben anarchista és kommunista csoportokra összpontosítottak, köztük Luigi Galleani követőire, a „galleanistákra” (Galleanists), akiket az 1919-es csomagbomba-merényletekért is felelősnek tartottak.
Warren G. Harding elnöksége (1921-1923) idején a hatóságok már a Szovjetunió és az Amerikai Kommunista Párt (Communist Party USA) felé vezető szálak után is kutattak, sikertelenül.
1944-ben a BOI jogutódja, a Szövetségi Nyomozóiroda arra a következtetésre jutotott, hogy a különböző szélsőséges csoportok ellenőrzése: „mint a Union of Russian Workers [Orosz Munkások Szövetsége], az IWW [Industrial Workers of the World, Világ Ipari Munkásai], kommunisták, stb. … és a nyomozás eddigi eredményei alapján úgy tűnik, hogy egyik fent említett szervezetnek sem volt semmi része a merényletben, és hogy a robbantás vagy olasz anarchisták, vagy olasz terroristák műve volt”.

### Mario Buda
Mario Buda (akkoriban használt álnevén Mike Boda) az anarchokommunista Luigi Galleani amerikai követői közé tartozott. Bár a robbantás idején New Yorkban volt, a nyomozó hatóságok nem kezelték gyanúsítottként, és ki sem kérdezték. Előélete és az őt ismerők későbbi nyilatkozatai alapján egyes történészek (például Paul Avrich) úgy vélik, ő készítette a pokolgépet.
Buda tulajdonában volt az az autó, amely Nicola Sacco és Bartolomeo Vanzetti letartóztatásához vezetett, és lehetséges, hogy ő maga is részt vett a South Braintree-i fegyveres rablásban, amiért a két olaszt elítélték. Paul Avrich szerint Buda társai elfogásáért akart bosszút állni.
Az anarchista Charles Poggi még gyerekkorában, az 1920-as években ismerte meg Budát, amikor az apja savignanói kávéházának rendszeres vendége volt. Buda unokaöccse, Frank Maffi 1933-ban úgy beszélt a Wall Street-i robbantásról Pogginak, mint a nagybátyja művéről. Poggi 1955-ben magával Budával is beszélt, de a merényletről nem kérdezte.
Buda értett a dinamithoz és más robbanószerekhez, a környezetében lévők tudták róla, hogy srapnelként a tolóablakok nehezékeként használt öntöttvas darabokat használta. A galleanisták legnagyobb bombái közül valószínűleg többet is ő készített, köztük azt a 9 kilogramm súlyú puskaporos robbanószerkezetet, ami 1917. november 24-én a milwaukee-i rendőrkapitányságon kilenc rendőr halálát okozta.
Buda a Wall Street-i robbantás után elhagyta a várost, valódi nevén útlevelet szerzett az olasz konzulátustól, és Nápolyba hajózott. Novemberben ért haza, és soha nem tért vissza az Egyesült Államokba.

## Reakciók
Az amerikai közvélemény számára a támadás jelképessége volt a legnehezebben megfogható. Addigi robbantások, mint a chicagói Haymarket Square-i incidens (1886), vagy a Los Angeles Times épülete elleni bombatámadás (1910) helyi, jól körülírható konfliktusok részei voltak. A Wall Street-i robbantás mintha a társadalom egésze ellen irányult volna. A St. Louis Post-Dispatch napilap így írt erről: „Nem volt más cél, csak általános félelemkeltés. A bombát nem egy bizonyos személy vagy épület ellen szánták. A közösséget célozták vele, bárkit és bármit, aki és ami a közelében volt.”
Beverly Gage szerint a merénylet megerősítette a közvélemény és a Wall Street kapcsolatát: az amerikaiak a mindennapi pénzügyek intézését egyre inkább hazafias tevékenységnek fogták fel, a gazdasági rendszert kritikával illetők könnyen erőszakos csoportok támogatásának vádjaival találhatták szembe magukat, így hangjuk lassan elnémult.
A Washington Post „háborús tettnek” nevezte a robbantást, és bevándorlókat tett érte felelőssé: „A New York-i bombamerénylet jól mutatja, mennyi Európa pöcegödreiből és szennyvízcsatornáiból jött idegen söpredék szennyezi az amerikai demokrácia tiszta forrását.”
Több újság is visszafogottabban reagált a történtekre, mint az 1919-1920 során zajlott merényletekre és sztrájkokra. Az akkori – nem alaptalan, de túlzott – hisztéria a szélsőbaloldali szervezetekkel szemben (az első ún. Vörös pánik, Red Scare az amerikai történelemben) a Wall Street-i robbantás idejére alábbhagyott. A New York Times szeptember 18-án arról írt, hogy a nyugalom a legfontosabb fegyver az erőszakkal szemben:
Először is, nem adhatjuk át magunkat a pániknak. Azzal elhitetnénk a merénylőkkel, hogy félig sikerrel jártak. A céljuk a megfélemlítés. A közösségnek meg kell mutatnia, hogy nem lehet megfélemlíteni. Igaz, így minduntalan komoly veszélyeknek tesszük ki magunkat. Újabb robbantásoknak. Újabb gyilkosságoknak. Ám mindezek a társadalom ellenségei által hirdetett háború veszélyei, és nyugodtan kell szembenézniük velük azoknak, akik a törvényt és a munkájuk gyümölcseit védeni kívánják, akár életük árán is. Nem húzódhatunk vissza, nem mutathatjuk magunkat gyávának a terroristák előtt. Nyugodtnak és szilárdnak maradva kezdhetjük legyőzni őket.
Az Amerikai Forradalom Fiai (Sons of the American Revolution) még a merénylet előtt épp annak helyszínére szervezett hazafias felvonulást az Alkotmány Napja (szeptember 17.) alkalmából. A felvonuláson több ezren jelentek meg, bizonyítandó, hogy a terroristáknak nem sikerült megfélemlíteni őket.
A tettesek utáni kutatást segítendő az Igazságügyi Minisztérium Nyomozóirodájának, és azon belül az Általános Hírszerző Osztálynak és vezetőjének, J. Edgar Hoovernek a jogosítványait kibővítették; a szervezet végül 1935-ben Szövetségi Nyomozóiroda néven vált önálló ügynökséggé az Igazságügyi Minisztériumon belül.

## Fordítás
- Ez a szócikk részben vagy egészben  a   Wall Street bombing című angol Wikipédia-szócikk ezen változatának fordításán alapul.  Az eredeti cikk szerkesztőit annak laptörténete sorolja fel. Ez a jelzés csupán a megfogalmazás eredetét és a szerzői jogokat jelzi, nem szolgál a cikkben szereplő információk forrásmegjelöléseként.